# Маклауд, Норман Магнус
Норман Магнус Маклауд из Маклауда (англ. Norman Magnus MacLeod of MacLeod; 27 июля 1839 — 5 ноября 1929) — шотландский военный, 26-й глава клана Маклауд (1895—1929).

## Биография
Норман Магнус Маклауд из Маклауда родился 27 июля 1839 года. Старший сын Нормана Маклауда из Маклауда (1812—1898), 25-го вождя клана Маклаудов (1835—1895), и его жены Луизы Барбары Сент-Джон (1818—1880), дочери 14-го барона Сент-Джона из Блетсо.
Он получил образование в Харроу и в 1858 году, в возрасте 19 лет, был зачислен в 74-й горский полк, сразу же присоединившись к полку в Индии. Он служил адъютантом генерала сэра Хоупа Гранта, главнокомандующего в президентстве Мадраса с 1862 по 1865 год. Он вышел в отставку из 74-го полка горцев в звании капитана в 1872 году. В 1878 году Норман Маклауд был назначен политическим агентом на границе с Трансваалем, в начале Зулусской войны. В 1879 году он командовал армией свази численностью 8000 человек и неопределенным количеством британских офицеров и унтер-офицеров против педи. Армия свази решительно разгромила педи в битве при Вулу.
Норман вернулся домой в 1880 году и сменил своего покойного отца на посту 26-го вождя Маклауда в 1895 году. В 1880 году он был награжден Орденом Святых Михаила и Георгия (CMG).
Он умер в возрасте 90 лет 5 ноября 1929 года.

## Личная жизнь
27 апреля 1881 года Норман Маклауд женился на Эмили Кэролайн Ишам (? — 21 марта 1942, дочери сэра Чарльза Ишама, 10-го баронета (1819—1903). У них было две дочери:
- Эмили Полин Маклауд (3 июня 1882 — 6 мая 1918), жена с 1908 года Николы Мартина из Глендейла
- Маргарет Луиза Маклауд (3 августа 1884—1938), незамужняя.

## Преемственность
Поскольку у Нормана не было сыновей, на посту главы клана его сменил его младший брат, сэр Реджинальд Маклауд, 27-й вождь клана Маклауд (1847—1935). У сэра Реджинальда также не было сыновей, а единственный сын еще одного брата погиб в бою в 1915 году. Таким образом, поскольку непосредственных наследников мужского пола не было, сэру Реджинальду наследовала его старшая дочь, дама Флора Маклауд из Маклауда (1878—1976), 28-й вождь Маклауда и первая женщина-глава клана.